# Saab 9-3 Turbo X

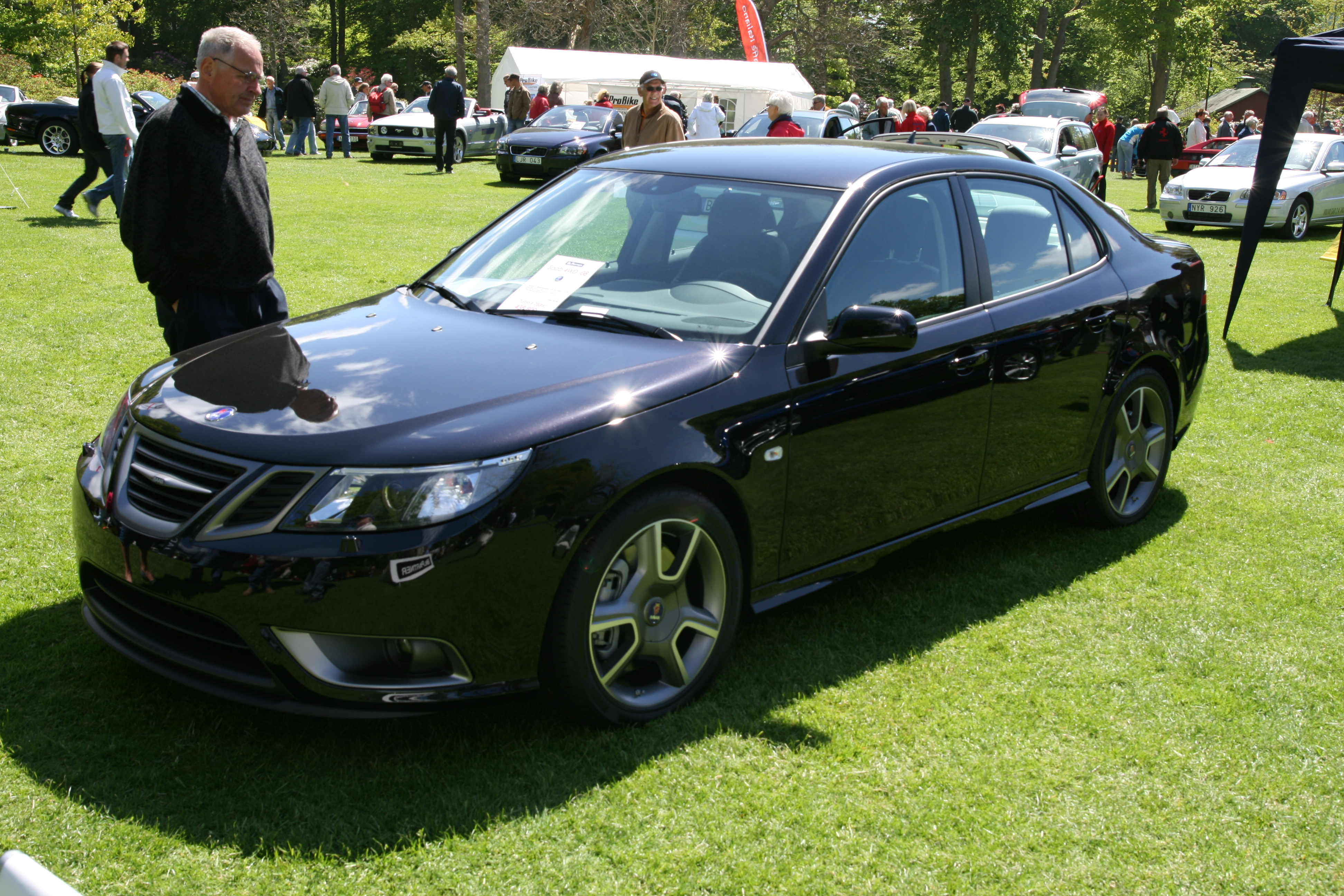
Saab 9-3 Turbo X

Saab 9-3 Turbo X är en fyrhjulsdriven sportbil som tillverkades av Saab Automobile AB. Saab Turbo X visades första gången på Frankfurts motorshow 2007. Turbo X utvecklades för att fira Saabs 30 år med turboladdade motorer. Under utvecklingen kallades modellen för "Black Turbo" men fick till slut namnet "Turbo X". Saab Turbo X såldes endast under 2008 i en begränsad upplaga av 2000 bilar, varav 175 st såldes i Sverige. 600 st såldes till USA. 
Bilen fanns endast tillgänglig i färgen Jet Black, en unik metallicsvart lack, och med helsvart läderinredning. Saab Turbo X finns som både SportSedan och SportCombi.
Saab Turbo X utmärker sig på följande unika sätt:
- Orange laddtrycksmätarnål inspirerad av Saab 900 Turbo.
- Matt titanfärg på grill, bagageluckelist och runt dimljus.
- 19" Turbo X-fälgar. Endast 18" till USA-marknaden.
- UltraSport-chassi, 15mm lägre än Saab Sportchassi.
- XWD med eLSD, en typ av Differentialbroms (fanns också tillgängligt som tillval på 9-3 Aero med XWD från 2009).
- 345 mm bromsskivor fram och 292 mm bak.
- Texten "Ready for Take-Off" visas i instrumentpanelen då bilen startas.
- Turbo X-grill och duiffusor bak.
- Turbo X-ratt.
- Dubbla rombformade avgasrör.
- Inredningdetaljer (dörrlister, växelspakspanel och handskfackslist) med kolfibermönster.
- "Turbo X"-emblem på bakluckan.

Saab Turbo X har 4:e generationens fyrhjulsdrift från svenska Haldex. Saab blev med denna modell den första biltillverkaren att använda 4:e generationens Haldex-system.
Motorn i en Saab Turbo X är en turboladdad V6 med block och topp av aluminium som producerar 280 hk och 400Nm. Två olika växellådsalternativ finns, automat eller 6-växlad manuell. Saab Turbo X i SportSedanutförande accelererar från 0-100km/h på 5,7s (5,9s för SportCombi).